# Какамо
Ка̀камо (на италиански: Caccamo; на сицилиански: Càccamu, Какаму) е градче и община в Южна Италия, провинция Палермо, автономен регион и остров Сицилия. Разположено е на 521 m надморска височина. Населението на общината е 8382 души (към 2010 г.).